# Cinque Nazioni 1929
Il Cinque Nazioni 1929 (in inglese 1929 Five Nations Championship; in francese Tournoi des Cinq Nations 1929; in gallese Pencampwriaeth y Pum Gwlad 1929) fu la 15ª edizione del torneo annuale di rugby a 15 tra le squadre nazionali di Francia, Galles, Inghilterra, Irlanda e Scozia, nonché la 42ª in assoluto considerando anche le edizioni dell'Home Championship.
Per la quarta volta in cinque edizioni di torneo, la vittoria finale andò alla Scozia che, a differenza delle due precedenti conquiste, non divise il titolo; la quattordicesima affermazione si concretizzò battendo l'Inghilterra a Murrayfield e appaiandola in testa al numero di Championship vinti.
Il valore delle marcature, come stabilito dall’IRFB nel 1905, era: 3 punti per ciascuna meta (5 se trasformata), 3 punti per la realizzazione di ciascun calcio piazzato o mark, 4 punti per la realizzazione di ciascun drop.

## Nazionali partecipanti e sedi
| Squadra     | Città           | Impianto interno         |
| ----------- | --------------- | ------------------------ |
| Francia     | Colombes        | Stadio Yves du Manoir    |
| Galles      | Cardiff Swansea | Arms Park St Helen's     |
| Inghilterra | Londra          | Twickenham               |
| Irlanda     | Belfast Dublino | Ravenhill Lansdowne Road |
| Scozia      | Edimburgo       | Murrayfield              |

## Risultati
| Arbitro: | Barry Cumberledge |

|  |    |                 |
|  | mt | Davy Stephenson |

| Arbitro: | Wallace Harland |

|               |      |        |
| Wilkinson (2) | mt   | Morley |
| G. Wilson     | c.p. |        |

| Arbitro: | B Cumberlege |

|          |           |              |
|          | Marcatori | A. Béhotéguy |
| Paterson | mt        |              |
| A. Brown | c.p.      |              |

| Arbitro: | David Helliwell |

|                                    |      |          |
| Peacock Roberts (2) Stewart-Morgan | mt   |          |
| I. Jones                           | tr   |          |
|                                    | c.p. | Dykes    |
|                                    | drop | A. Brown |

| Arbitro: | Albert Freethy |

|           |    |             |
| Smeddle   | mt | Davy Sugden |
| G. Wilson | tr |             |

| Arbitro: | Maj. Wilikins |

|                |    |          |
| Arthur Barrell | mt | M. Camel |
| Parker         | tr |          |

| Arbitro: | Barry Cumberledge |

|        |      |                                       |
| Arigho | mt   | Bannerman MacPherson Simmers I. Smith |
|        | tr   | Allan, Dykes                          |
|        | drop | Davy                                  |

| Arbitro: | J. McGill |

|          |    |          |
| Davy     | mt | Williams |
| A. Brown | tr | Parker   |

| Arbitro: | Jim Wheeler |

|                              |    |              |
| A. Brown Nelson I. Smith (2) | mt | Meikle Novis |

| Arbitro: | Alfred Freethy |

|               |    |                            |
| Houdet Ribère | mt | Aarvold (2) Gummer Periton |
|               | tr | Stanbury (2)               |

## Classifica
| Pos | Squadra     | G | V | N | P | PF | PS | DP  | Pt |
| --- | ----------- | - | - | - | - | -- | -- | --- | -- |
| 1   | Scozia      | 4 | 3 | 0 | 1 | 41 | 30 | +11 | 6  |
| 2   | Galles      | 4 | 2 | 1 | 1 | 30 | 23 | +7  | 5  |
| 3   | Irlanda     | 4 | 2 | 1 | 1 | 24 | 26 | −2  | 5  |
| 4   | Inghilterra | 4 | 2 | 0 | 2 | 35 | 27 | +8  | 4  |
| 5   | Francia     | 4 | 0 | 0 | 4 | 12 | 36 | −24 | 0  |